# پارک ملی بنک آرگین
پارک ملی بنک آرگین (عربی: حوض أركين) در خلیج آرگین در آفریقای غربی قرار دارد که در ساحل غربی موریتانی و میان نواکشوت و نوادیبو واقع شده‌است. این محل که به عنوان میراث جهانی یونسکو ثبت شده، از محل‌های مهم رشد پرندگان مهاجر شامل فلامینگو، تلیله نوک‌پهن، پلیکان و پرستوی دریایی است. بخش عمده محل زندگی پرندگان بر روی سد ساحلی قرار دارد و آب‌های پیرامون آن از غنی‌ترین آب‌های غرب آفریقا از نظر ماهی‌گیری است.
پارک ملی بنک آرگین یک ذخیره‌گاه طبیعی است که در سال ۱۹۷۶ به منظور حفظ منابع طبیعی و گونه‌های با ارزش ماهی‌گیری که نقش مهمی در اقتصاد محلی دارد، بنیادگذاری شد. این پارک ملی میزبان بیش از دو میلیون پرنده از شمال اروپا، سیبری و گرینلند است. آب و هوای ملایم این منطقه و عدم حضور انسان، این پارک را به یکی از مهم‌ترین مقاصد این گونه‌ها تبدیل کرده‌است. جمعیت پرندگان این پارک دارای تعداد و تنوع زیاد است به گونه‌ای که بر اساس اطلاعات اتحادیه بین‌المللی حفاظت از طبیعت، بین ۲۵٬۰۰۰ تا ۴۰٬۰۰۰ جفت پرنده متعلق به ۱۵ گونه است که بزرگ‌ترین مجموعه پرندگان آبی در غرب آفریقا را تشکیل می‌دهند.